# Vojtěch Jarník
Vojtěch Jarník (22 de diciembre de 1897 - 22 de septiembre de 1970) fue un matemático checo.
Su principal área de trabajo fue en la teoría de los números y el análisis matemático, demostró una serie de resultados en problemas de puntos de retículos. También descubrió el algoritmo sobre la teoría de grafos conocido como el algoritmo de Prim.
- Datos: Q730209
- Multimedia: Vojtěch Jarník / Q730209